# 산술 시프트

23_{(10)}(00010111_{(2)})에 대한 좌측 산술시프트의 예제, 밀려서 새로 생기는 빈칸은 0으로 채워넣는다. 이 연산의 결과는 23에 2를 곱한 수인 46_{(10)}(00101110_{(2)})이 나온다.

23_{(10)}(00010111_{(2)})에 대한 우측 산술시프트의 예제, 부호가 정의된 2진법 정수(signed integer)에서 산술시프트를 시도하는 경우 최상위 비트(MSB)이자 부호비트(sign bit)인 0은 그대로 유지되며 한칸씩 우측으로 이동한다. 이 연산의 결과는 23을 2로 나누고 소수점을 버린 결과인 11_{(10)}(00001011_{(2)})이 나온다.

산술 시프트(arithmetic shift)는 연산자 중 하나로서 특수한 2의 거듭제곱수(2, 4, 8, 16 ... 등)와 관련한 곱셈과 나눗셈을 연산할 때 사용된다....

## 개요
기호로는 보통 {\displaystyle \ll ,\gg }가 사용되며 {\displaystyle a\ll n}의 형태로 표시된다. 이 연산의 의미는 컴퓨터의 메모리에 저장된 2진법 숫자를 n비트만큼 좌 또는 우로 이동하라는 의미이며, 한칸마다 2를 곱하거나 나누는 것과 동일한(또는 비슷한) 결과가 나온다. 따라서 이 연산은 다음과 같은 의미를 지닌다
| {\displaystyle a\ll n=a\times 2^{n}} {\displaystyle a\gg n=a\times 2^{-n}} (소수점 이하 버림) |

어떤 메모리 값을 2의 배수 형태의 상수와 곱하거나 나눌 때에는 곱셈/나눗셈 대신에 산술 시프트를 이용할 수 있다. 또한 많은 CPU에서는 상수 곱셈 등의 연산을 시프트 연산자로 처리하는 것이 산술 논리 장치를 거치는 것보다 빠르기 때문에, 컴파일러에서는 곱셈/나눗셈 연산을 자동적으로 산술 시프트 명령어로 변환한다.

## 논리 시프트와의 차이
이와 비슷한 연산으로 논리 시프트가 있다. 이 연산 역시 비트를 이동하는 연산이나, 산술 시프트와의 제일 큰 차이는 부호비트(sign bit)가 보존되지 않는다는 것이다. 따라서 부호가 정의된 16비트 정수(signed integer)에서 연산의 결과값이100 0000(2)=32768(10) 이상의 범위를 넘어갈 경우 부호가 바뀌는 경우가 발생한다.

## 예제
- (a<<3) + (a<<1) 과 10 * a는 같은 뜻이다.
  - a=19(10)=10011(2), (a<<3) + (a<<1) = 10011000(2) + 100110(2) =10111110(2)=190(10)

## 같이 보기
- 논리 시프트

## 참고자료
- 논리 설계론 관련 서적들
- Computer Architecture 4/E: a Quantitative Approach, Hennessy 지음 (ISBN 981-259-787-5 )